# Dudley "Red" Garrett Memorial Award
Il Dudley "Red" Garrett Memorial Award è un premio annuale della American Hockey League che viene assegnato al miglior rookie selezionato dai giocatori e dai giornalisti. Il trofeo è intitolato a Dudley Garrett, giocatore della AHL morto nel corso della seconda guerra mondiale.

## Vincitori
| Stagione  | Giocatore           | Squadra                |
| --------- | ------------------- | ---------------------- |
| 1947-48   | Bob Solinger        | Cleveland Barons       |
| 1948-49   | Terry Sawchuk       | Indianapolis Capitals  |
| 1949-50   | Paul Meger          | Buffalo Bisons         |
| 1950-51   | Wally Hergesheimer  | Cleveland Barons       |
| 1951-52   | Earl Reibel         | Indianapolis Capitals  |
| 1952-53   | Guyle Fielder       | St. Louis Flyers       |
| 1953-54   | Don Marshall        | Buffalo Bisons         |
| 1954-55   | Jimmy Anderson      | Springfield Indians    |
| 1955-56   | Bruce Cline         | Providence Reds        |
| 1956-57   | Boris Elik          | Cleveland Barons       |
| 1957-58   | Bill Sweeney        | Providence Reds        |
| 1958-59   | Bill Hicke          | Rochester Americans    |
| 1959-60   | Stan Baluik         | Providence Reds        |
| 1960-61   | Chico Maki          | Buffalo Bisons         |
| 1961-62   | Les Binkley         | Cleveland Barons       |
| 1962-63   | Doug Robinson       | Buffalo Bisons         |
| 1963-64   | Roger Crozier       | Pittsburgh Hornets     |
| 1964-65   | Ray Cullen          | Buffalo Bisons         |
| 1965-66   | Mike Walton         | Rochester Americans    |
| 1966-67   | Bobby Rivard        | Quebec Aces            |
| 1967-68   | Gerry Desjardins    | Cleveland Barons       |
| 1968-69   | Ron Ward            | Rochester Americans    |
| 1969-70   | Jude Drouin         | Montreal Voyageurs     |
| 1970-71   | Fred Speck          | Baltimore Clippers     |
| 1971-72   | Terry Caffery       | Cleveland Barons       |
| 1972-73   | Ron Anderson        | Boston Braves          |
| 1973-74   | Rick Middleton      | Providence Reds        |
| 1974-75   | Jerry Holland       | Providence Reds        |
| 1975-76   | Greg Holst          | Providence Reds        |
| 1975-76   | Pierre Mondou       | Nova Scotia Voyageurs  |
| 1976-77   | Rod Schutt          | Nova Scotia Voyageurs  |
| 1977-78   | Norm Dupont         | Nova Scotia Voyageurs  |
| 1978-79   | Mike Meeker         | Binghamton Dusters     |
| 1979-80   | Darryl Sutter       | New Brunswick Hawks    |
| 1980-81   | Pelle Lindbergh     | Maine Mariners         |
| 1981-82   | Bob Sullivan        | Binghamton Whalers     |
| 1982-83   | Mitch Lamoureux     | Baltimore Skipjacks    |
| 1983-84   | Claude Verret       | Rochester Americans    |
| 1984-85   | Steve Thomas        | St. Catharines Saints  |
| 1985-86   | Ron Hextall         | Hershey Bears          |
| 1986-87   | Brett Hull          | Golden Flames          |
| 1987-88   | Mike Richard        | Binghamton Whalers     |
| 1988-89   | Stéphan Lebeau      | Sherbrooke Canadiens   |
| 1989-90   | Donald Audette      | Rochester Americans    |
| 1990-91   | Patrick Lebeau      | Fredericton Canadiens  |
| 1991-92   | Félix Potvin        | St. John's Maple Leafs |
| 1992-93   | Corey Hirsch        | Binghamton Rangers     |
| 1993-94   | René Corbet         | Cornwall Aces          |
| 1994-95   | Jim Carey           | Portland Pirates       |
| 1995-96   | Darcy Tucker        | Fredericton Canadiens  |
| 1996-97   | Jaroslav Svejkovský | Portland Pirates       |
| 1997-98   | Daniel Brière       | Springfield Falcons    |
| 1998-99   | Shane Willis        | Beast of New Haven     |
| 1999-2000 | Mika Noronen        | Rochester Americans    |
| 2000-01   | Ryan Kraft          | KY Thoroughblades      |
| 2001-02   | Tyler Arnason       | Norfolk Admirals       |
| 2002-03   | Darren Haydar       | Milwaukee Admirals     |
| 2003-04   | Wade Dubielewicz    | Bridgeport S. Tigers   |
| 2004-05   | René Bourque        | Norfolk Admirals       |
| 2005-06   | Patrick O'Sullivan  | Houston Aeros          |
| 2006-07   | Brett Sterling      | Chicago Wolves         |
| 2007-08   | Teddy Purcell       | Manchester Monarchs    |
| 2008-09   | Nathan Gerbe        | Portland Pirates       |
| 2009-10   | Tyler Ennis         | Portland Pirates       |
| 2010-11   | Luke Adam           | Portland Pirates       |
| 2011-12   | Cory Conacher       | Norfolk Admirals       |
| 2012-13   | Tyler Toffoli       | Manchester Monarchs    |
| 2013-14   | Curtis McKenzie     | Texas Stars            |
| 2014-15   | Matt Murray         | WBS Penguins           |
| 2015-16   | Frank Vatrano       | Providence Bruins      |
| 2015-16   | Mikko Rantanen      | S. Antonio Rampage     |
| 2016-17   | Danny O'Regan       | San Jose Barracuda     |
| 2017-18   | Mason Appleton      | Manitoba Moose         |
| 2018-19   | Alex Barré-Boulet   | Syracuse Crunch        |
| 2019-20   | Josh Norris         | Belleville Senators    |
| 2020-21   | Riley Damiani       | Texas Stars            |
| 2021-22   | Jack Quinn          | Rochester Americans    |